# Rio Chitici
O Rio Chitici é um rio da Romênia, afluente do Uz, localizado no distrito de Bacău.